# Phlebotomus aculeatus
Phlebotomus aculeatus är en tvåvingeart som beskrevs av Lewis, Mcmillan och Ashford 1974. Phlebotomus aculeatus ingår i släktet Phlebotomus och familjen fjärilsmyggor. Inga underarter finns listade i Catalogue of Life.